# Adam Bowbelski
Adam Bowbelski (ur. 14 października 1903 we Władywostoku, zm. 24 kwietnia 1968 w Warszawie) – polski grafik, plakacista, rysownik i projektant wnętrz. Był sportowcem oraz więźniem niemieckiego KL Auschwitz.

## Życiorys
Uprawiał wyczynowo sport. Był lekkoatletą – sprinterem. Biegał na dystansach 100 – 400 metrów. Reprezentował klub Warszawianka. W 1927 wraz z sztafetami 4 × 100 i 4 × 400 m zajął trzecie miejsce w Mistrzostwach Polski. Rok później ponownie zdobył brązowy medal w sztafecie 4 x 400.
W latach 1925–1929 studiował architekturę na Politechnice Warszawskiej, w latach 1930–1934 kształcił się w stołecznej Akademii Sztuk Pięknych pod okiem Karola Tichego i Edmunda Bartłomiejczyka. Był członkiem Koła Artystów Grafików Reklamowych (KAGR). W 1937 wspólnie z kolegą ze studiów architektonicznych, Zygmuntem Gorskim, zaaranżował jedno z wnętrz Pawilonu Polskiego na Wystawie Międzynarodowej w Paryżu.
Na stopień podporucznika rezerwy został mianowany ze starszeństwem z 1 stycznia 1932 i 146. lokatą w korpusie oficerów inżynierii i saperów. W 1934, jako oficer rezerwy pozostawał w ewidencji Powiatowej Komendy Uzupełnień Warszawa Miasto III i posiadał przydział do batalionu silnikowego w Nowym Dworze Mazowieckim.
Podczas okupacji został aresztowany przez Niemców 22 września 1940 i wywieziony do KL Auschwitz w jednym z pierwszych transportów, przybyłych do obozu. Wraz z innymi artystami-więźniami, którzy najwcześniej trafili do Auschwitz, takimi jak Xawery Dunikowski, Jan Baraś-Komski, Franciszek Targosz, Jan Machnowski, Marian Kołodziej, Włodzimierz Siwierski, Tadeusz Myszkowski oraz uzdolnionymi graficznie sportowcami – Bronisławem Czechem i Izydoren Gąsienicą-Łuszczkiem, dał początek obozowej twórczości plastycznej.
Przeżył pobyt w obozie. Po zakończeniu działań wojennych powrócił do aktywnej pracy. W 1955 został odznaczony Medalem 10-lecia Polski Ludowej.

## Twórczość

### Plakaty
- Opohemogen – Nowoczesny lek krwiotwórczy, 1933
- Bal Młodej Architektury – wspólnie z Zygmuntem Gorskim
- Jedz ryby – wspólnie z Zygmuntem Gorskim
- Warszawa Przyszłości – Wystawa 28 III – 3 V 1936, 1936 – wspólnie z Zygmuntem Gorskim
- Biały Kieł, 1946
- Blok Demokratyczny to najmocniejszy słup graniczny, 1946
- Na kalkuckim bruku, 1949
- Rolniku – tanie i praktyczne ubrania robocze kupisz w swojej Gminnej Spółdzielni, ok. 1950
- Prenumerujcie radzieckie czasopisma naukowe, 1950
- Pani Dery, 1952
- Dni oświaty, książki i prasy – 1952, 1952
- Domek z kart, 1954
- Skarby sułtana, 1954
- Czekają na ciebie maszyny srebrne, orle przeloty, szlaki podniebne, 1954
- Romeo i Julia, 1955
- Indiański wojownik, 1955
- Prawidłowa obsługa piły tarczowej, 1955
- Warzywa bogatym i tanim źródłem witamin, 1955
- French Cancan, 1956
- Wystawa sprzedaż tkanin w Państwowym Domu Towarowym na Pradze, 1956
- Opowieść północna, 1960
- Dużo radości sprawi – dotrze do każdego – „Koncert życzeń”, komunikat, reklama, ogłoszenie – nadane przez radiowęzły, 1960
- W Zatoce Białych Niedźwiedzi, 1961

### Ilustracje i opracowania graficzne książek
- Palcem w bucie – Wiersze satyryczne (okładka), aut. Jan Brzechwa, wyd. „Książka”, 1948

### Druki akcydensowe
- Wystawa Budowlano-Mieszkaniowa, 1935

### Okolicznościowe kartki pocztowe
- Wesołych Świąt – Pani Zającowa z koszem pisanek, 1958
- Wesołych Świąt – Śmigus-dyngus, ok. 1960

## Odznaczenia
- Medal 10-lecia Polski Ludowej, 1955